# John Blaha
John Elmer Blaha (* 26. srpna 1942 San Antonio, Texas) je bývalý americký astronaut českého původu.

## Původ
John Blaha patří mezi kosmonauty českého původu. Jeho dědeček Antonín Blaha pocházel z Herálce u Humpolce. Otec i otcův bratr byli vynikající letci.

## Životopis
Prošel několika školami
- Granby High School, Norfolk, (VA, USA) – ukončil r. 1960
- Purdue University, získal MS – ukončil r. 1966
- United States Air Force Academy získal BS technických věd r. 1976

Pilotní výcvik ukončil r. 1967 na Williams AFB (Arizona).
- USAF Aerospace Research Pilot School, Edwards AFB (CA), USA v letech 1971–1972
- Air Command and Staff College (USA) 1976

V letech 1976 až 1980 pracoval na velitelství USAF, to už dosáhl hodnosti plukovníka.

## Lety do vesmíru
V lednu 1980 absolvoval výcvik jako pilot raketoplánu spolu s dalšími připravujícími se astronauty USA. V letech 1989–1997 podnikl pět výprav do vesmíru na palubě tří raketoplánů:
- let STS-29 Discovery (13. března 1989 – 18. března 1989),
- let STS-33 Discovery (22. listopadu 1989 – 27. listopadu 1989),
- let STS-43 Atlantis (2. srpna 1991 – 11. srpna 1991),
- let STS-58 Columbia (18. října 1993 – 1. listopadu 1993),
- let STS-79 Atlantis 16. září 1996, práce na stanici Mir, návrat na Zem v STS-81 22. ledna 1997.

## Vyznamenání

### Americká vyznamenání
- Defense Superior Service Medal
- Legion of Merit
- Distinguished Flying Cross – udělen dvakrát
- Defense Meritorious Service Medal
- Medaile za vzornou službu – udělena třikrát
- Air Medal – udělena osmnáctkrát
- Air Force Commendation Medal
- NASA Distinguished Service Medal – udělena dvakrát
- NASA Outstanding Leadership Medal
- NASA Exceptional Service Medal
- NASA Space Flight Medal – udělena pětkrát

### Zahraniční vyznamenání
- Řád přátelství (Rusko)
- Kříž za statečnost (Jižní Vietnam)
- Letecký kříž (Spojené království)

## Po letech
Z NASA a z armády odešel v září 1997 jako jeden z nejzkušenějších astronautů.
26. října 2001 navštívil na pozvání náčelníka generálního štábu Armády České republiky Jiřího Šedivého spolu s dalším astronautem hlásícím se k českým předkům – Eugenem Cernanem – Českou republiku.